# Harry Debrabandere
Harry Debrabandere (Mortsel, 8 augustus 1956)is een Belgisch politicus voor de Volksunie, Lint 2000 en N-VA.

## Levensloop
Debrabandere was in de jaren 80 voor de Volksunie gemeenteraadslid en schepen in Lint. In 1992 verliet hij de Volksunie omdat die volgens hem een te linkse koers volgde. Hij richtte samen met enkele andere Volksunie-mandatarissen Lint 2000 op. Bij de gemeenteraadsverkiezingen van 2000 raakte hij niet verkozen tot gemeenteraadslid. Als eerste opvolger kwam hij in 2001 in de gemeenteraad. In 2002 richtte hij een plaatselijke afdeling van N-VA op.
Tot maart 2007 was Debrabandere bestuurder bij PIDPA. Tijdens de legislatuur 2007 - 2012 was hij 'schepen van Ruimtelijke Ordening, Feestelijkheden, Sport en jeugd' onder burgemeester Stanny Tuyteleers (CD&V). Na de lokale verkiezingen van 2012 volgde hij laatstgenoemde op als burgemeester. Debrabandere leidt een coalitie van N-VA, sp.a en Groen.
Na de gemeenteraadsverkiezingen van 2018 bleef Debrabandere burgemeester van Lint. Zijn partij N-VA sloot een coalitie met CD&V.
Halfweg de legislatuur 2019 - 2024 gaat Harry Debrabandere begin 2022 met pensioen en wordt opgevolgd door partijgenoot Rudy Verhoeven.